# Armia Kentucky (Konfederacja)
Konfederacka Armia Kentucky (ang. Army of Kentucky) – organizacja wojskowa Stanów Skonfederowanych). Nazwa została przyznana 25 sierpnia 1862 roku armii Edmunda Kirby'ego Smitha prowadzonej do wschodniego Kentucky podczas kampanii w tym stanie. Została sformowana z sił konfederackiego departamentu wschodniego Tennessee, dowodzonego przez Smitha od lutego 1862 r.
Składała się dywizji piechoty Henry’ego Hetha, Patricka Cleburne'a, Thomasa Churchilla oraz
Cartera Stevensona oraz dwóch niewielkich brygad kawalerii pod Johnem Huntem Morganem oraz Johnem Scottem. Po bitwie pod Perryville Kirby Smith został awansowany i przekazano mu dowództwo nad Departamentem Trans-Mississippi, zaś armia została wcielona do armii Tennessee